# Alfred
För andra betydelser, se Alfred (olika betydelser).

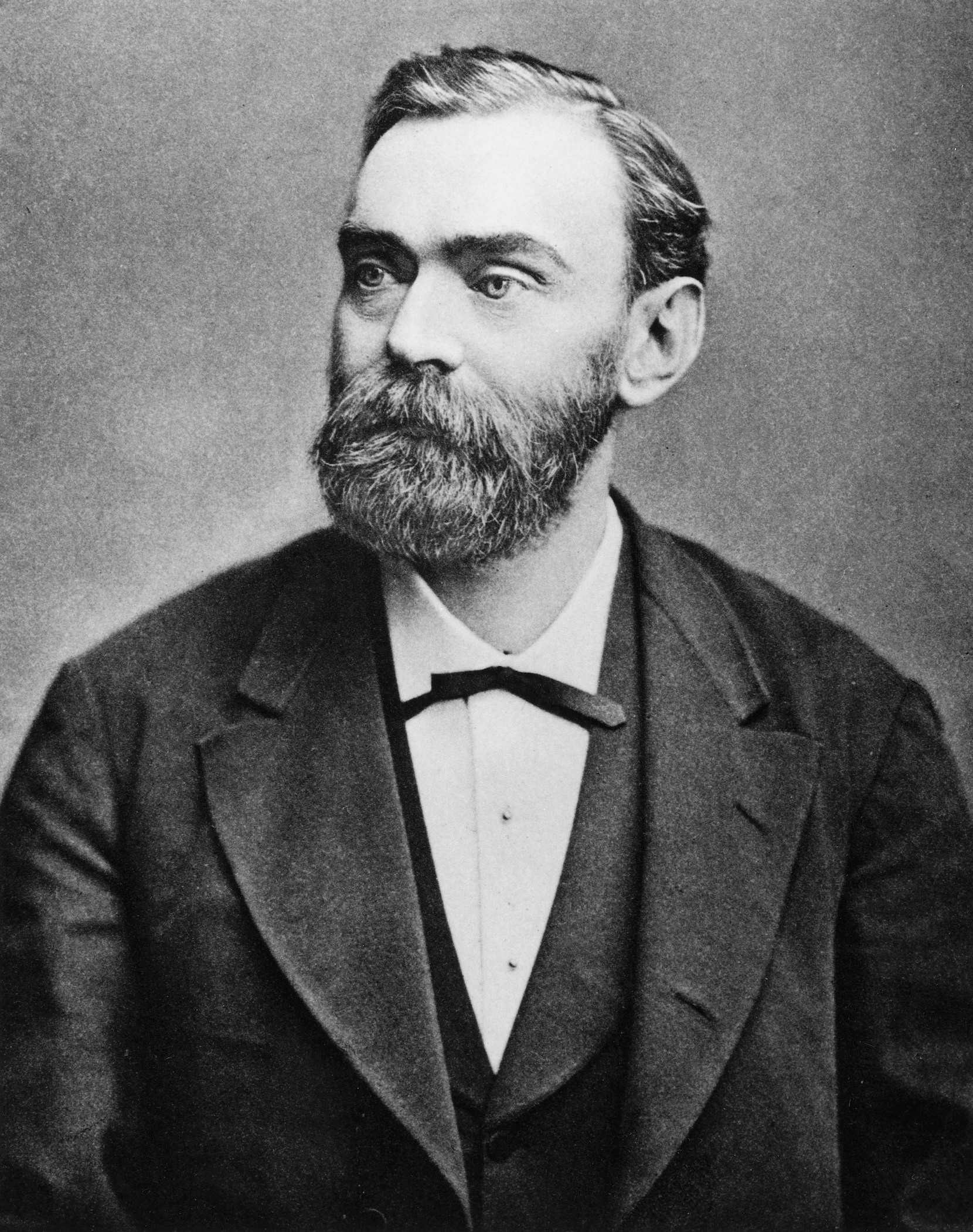
Alfred Nobel i slutet på 1800-talet.

Alfred är ett mansnamn med engelskt ursprung, som betyder ungefär extraordinär rådgivare. Den fornengelska stavningen var Ælfræd, bildat av ælf ’alf’ och ræd ’red’. Den feminina formen av namnet är Alfreda.
Alfred har använts som förnamn i Sverige sedan 1751 och blev ett av 1800-talets stora modenamn. Efter en nedgång under 1900-talet har namnet återigen börjat öka i popularitet. Därmed har ännu ett namn från böckerna om Emil i Lönneberga blivit populärt, liksom Emil, Ida och Lina.
Den 31 december 2009 fanns det totalt 10 654 personer folkbokförda i Sverige med namnet, varav 4 406 med det som tilltalsnamn/förstanamn.
År 2009 fick 422 pojkar namnet som tilltalsnamn.

## Namnsdag
- Sverige: 3 januari (sedan 1901)
- Norge: 3 januari
- I den finlandssvenska namnsdagslängden har Alfred namnsdag 29 oktober[5] sedan starten 1929, då en egen namnsdagskalender togs i bruk för finlandssvenskar.[6]
- Estland : 29 oktober
- Lettland: 7 augusti - Alfrēds
- Frankrike: 15 augusti
- Slovakien: 19 juni - Alfréd
- Ungern: 23 februari - Alfréd

## Personer med namnet Alfred
- Alfred den store, anglosaxisk kung
- Alfred Berg, svensk tonsättare, dirigent och körledare
- Alfred Brendel, österrikisk pianist
- sir Alfred Comyn Lyall, angloindisk ämbetsman och skriftställare
- Alfred Cortot, schweizisk-fransk pianist och dirigent
- Alfred Dahlqvist ("Håsjö"), svensk längdskidåkare, bragdmedaljör
- Lord Alfred Douglas, brittisk poet
- Alfred Dreyfus, fransk generalstabsofficer
- Alfred Edward Chalon, brittisk konstnär
- Alfred Döblin, tysk författare
- Alfred Einstein, tysk-amerikansk musikteoretiker
- Alfred Elton van Vogt, kanadensisk science-fictionförfattare
- Alfred Gusenbauer, österrikisk politiker, förbundskansler 2007-2008
- Alfred Hellerström, svensk arkitekt
- Alfred Hillebrandt, tysk sanskritist
- Alfred Hitchcock, brittisk filmregissör
- Alfred Jarry, fransk författare och dramatiker
- Alfred Jodl tysk general under andra världskriget
- Alfred Kinsey, amerikansk sexolog
- Alfred Lennon, far till John Lennon
- Alfred Lif, svensk skidåkare, vasaloppsvinnare 1939
- Alfred Maurstad, norsk skådespelare och regissör
- Karl Alfred Melin, svensk lyriker, psalmförfattare, ledamot av Svenska Akademien
- Alfred Moisiu, albansk militär expert, Albaniens president 2002-2007
- Alfred Molina, brittisk skådespelare
- Alfred de Musset, fransk författare
- Alfred Nobel, svensk kemist, uppfinnare och donator
- Alfred North Whitehead, brittisk filosof och matematiker
- Alfred "Al" Adolf Oerter Jr., amerikansk diskuskastare, OS-guld 1956-1968
- Alfred Percy Sinnett, brittisk journalist, ockultist och teosof
- Alfred Petersson i Påboda, svensk liberal bondepolitiker
- Alfred Ploetz, tysk läkare och biolog
- Alfred Redl, österrikisk-ungersk militär
- Alfred Rosenberg, tysk nazistisk ideolog och politiker
- Alfred Russel Wallace, brittisk naturhistoriker, antropolog och biolog
- Alfred Saalwächter, tysk sjömilitär
- Alfred von Schlieffen, preussisk/tysk greve och militär
- Alfred Schnittke, rysk kompositör
- Alfred Shemweta, svensk friidrottare
- Alfred Sisley, fransk konstnär
- Alfred Emanuel Smith, amerikansk politiker
- Alfred Swahn, svensk sportskytt, OS-guld 1908 och 1912
- Alfred Tarski, polsk matematiker och logiker
- Alfred Tennyson, engelsk poet
- Alfred von Tirpitz, tysk amiral
- Alfred Tysoe, brittisk friidrottare
- Alfred Wegener, tysk meteorolog, geofysiker och paleogeograf
- Alfred Werner, schweizisk kemist
- Alfred de Vigny, fransk poet
- Alfred Worden, amerikansk astronaut
- Alfred Yankovic (”Weird Al”), amerikansk musiker, känd för sina parodier
- Gaston Louis Alfred Leroux, fransk författare
- Johan Alfred Andersson Ander, svensk kypare, värdshusvärd, spårvagnsförare
- William Alfred Fowler, amerikansk fysiker, nobelpristagare 1983
- Fred Warngård (eg. Alfred Warngård), svensk släggkastare och viktkastare, OS-brons 1936

## Fiktiva
- Alfred, dräng, fiktiv figur i serien Emil i Lönneberga
- Alfred Pennyworth, fiktiv figur i serien Batman
- Karl-Alfred